# Bender
Bender (rusko Бендéры, Benderi, romunsko Bender ali Tighina) – mesto z okoli 100.000 prebivalci je drugo največje v nepriznani Pridnestrski moldavski republiki (Pridnestrje), uradno pa je del Moldavije. Najpomembnejše pristanišče na reki Dnester in največje železniško vozlišče v Pridnestrju. V Moldaviji in predvsem v Romuniji se zanj pogosto uporablja staro ime Tighina. Mesto se prvič pisno omenja leta 1408.  

## Zgodovina
Zgodovinske korenine mesta segajo globoko v davnino, saj so tukajšnji odlični geografski pogoji in ugodna klima že od zgodnjih časov privabljali različna plemena in narode, ki so puščali dokaze o svoji prisotnosti v obliki naselij, trdnjav, grobišč itd. Prvo naselje na tem področju se datira v 3. stoletje p. n. št. Na podlagi arheoloških raziskav je moč sklepati, da so tukaj najprej živeli Geti. Na koncu 5. in začetku 6. stoletja n.š. na to območje prihajajo slovanska plemena ter ustvarjajo svojo kulturo. Od konca 9. stoletja je vzhodnoslovansko prebivalstvo tega ozemlja živelo v Staroruski državi – Kijevski Rusiji, v 13.-14. stoletju pa je bilo ozemlje pod oblastjo Gališko-volinske kneževine. 

### Moldavska kneževina
Sredi 13. stoletja so semkaj vdrli Mongoli (Tatari), ki jih v prvi polovici 14. stoletja preženejo Ogri, po uporu mestnega prebivalstva proti ogrski oblasti pa se oblikuje samostojna Moldavska kneževina na čelu s knezom Bogdanom. V začetku 15. stoletja Moldavski kneževini pripada vse ozemlje med Karpati in Črnim morjem, njena vzhodna meja je bil Dnester, Bender pa je imel vlogo obmejne mitnice. Vrh razcveta kneževina sicer doseže v času vladavine Štefana Velikega. Mesto je – pod imenom Тягянкякяч – prvič omenjeno v listini, ki jo je 8. oktobra 1408 izdal moldavski vladar Aleksander Dobri. Od sredine 15. stoletja se kot ime mesta v različnih dokumentih pojavlja naziv Tighina. 

### Turško gospostvo
Leta 1538 po vrsti težkih spopadov Tighino zavzamejo Turki. Zaradi svoje strateško pomembne lege ob Dnestru in bližine Črnega morja je mesto postalo eno izmed turških oporišč v bojih proti Rusiji. Na lokaciji bivše mitnice so začeli graditi trdnjavo, ki je – tako kot tudi samo mesto – dobila ime Bender. Slednje izvira iz perzijskega jezika in pomeni »luka, pristan«. Moldavija je pod Turki ostala tri stoletja. 
15. septembra 1770 je ruska vojska pod vodstvom generala Panina in ob pomoči moldavskih prostovoljcev po dvomesečnem obleganju napadla in po krvavem boju zavzela trdnjavo. Rusko-turška vojna v letih 1768−1774 se je končala s podpisom mirovnega sporazuma, v skladu s katerim sta tako Benderska trdnjava kot tudi celotna Moldavija ostali v turških rokah. Trdnjava Bender je ponovno kapitulirala 4. novembra 1789, po mirovnem sporazumu iz 1791 pa je področje na levem bregu Dnestra pripadlo Rusiji, medtem ko je desni breg, vključno z Benderjem, obdržala Turčija. 
Mesto je bilo dokončno osvobojeno novembra 1806, ko se je trdnjava predala ruski vojski. Po Bukareškem sporazumu, ki ga je leta 1812 podpisal Kutuzov, je medrečje Pruta in Dnestra postalo rusko, kasneje je bil ta teritorij poimenovan Besarabia.  

### 19. stoletje in revolucija
Po letu 1812 v mestu nastanejo ugodnejši pogoji za razvoj kmetijstva, industrije in trgovine. Z oblikovanjem Besarabske gubernije Bender leta 1818 dobi naziv okrajnega mesta, osem let zatem dobi tudi svoj grb, na katerem sta upodobljena dvoglavi orel in premagani lev, ki simbolizira švedskega kralja Karla XII., ki se je po porazu v bitki pri Poltavi zatekel v tamkajšnjo trdnjavo. O omenjeni bitki in dogodkih, ki so ji sledili, je sto let kasneje pisal veliki ruski literat Puškin, ki je obiskal te kraje.
V 19. stoletju je bila zgodovina mesta povezana z mnogimi znanimi ljudmi iz Ukrajine, med katerimi velja posebej izpostaviti pisatelja in kulturnika Ivana Kotljareviča, ki je leta 1806 kot vojak ruske vojske sodeloval pri osvojitvi trdnjave Tighina. Velikega pomena za gospodarski razvoj mesta je bila gradnja železnice Tiraspol-Kišinjev oziroma Bender-Galati v 1870-ih. Do preloma 20. stoletja je Bender postal pomembno železniško vozlišče ter kulturni in industrijski center. Mesta sta se dotaknili tudi revoluciji v letih 1905 in 1917, prav tukaj je bil organiziran prvi moldavski svet delavcev in vojakov. 

### 20. stoletje
Na prelomu leta 1917/18 je prišlo do vojaške intervencije Kraljevine Romunije, ki je kljub silovitemu odporu 7. februarja 1918 zavzela Bender ter bila naslednjih 22 let gospodar Besarabije, dokler niso 28. junija 1940 mesto zasedli sovjetski vojaki. 2. avgusta je bila oblikovana Moldavska SSR. V Benderju so bili sprejeti ukrepi za izboljšanje gospodarskih in socialnih razmer ter odpravo nepismenosti, toda že kmalu se je prebivalstvo soočilo z drugo svetovno vojno. Od junija 1941 do avgusta 1944 je bil Bender pod nemško-romunsko okupacijo, v času vojne pa je bil praktično popolnoma uničen. Obnova mestne industrije je vrh dosegla konec 1970-ih in začetku 1980-ih, med njenimi glavnimi panogami pa še danes izstopajo prehranbena, elektrotehnična, pohištvena oz. lesnopredelovalna ter izdelovanje gradbenih materialov.
Novi nemiri so Bender zajeli v začetku 1990-ih v okviru t. i. Pridnestrskega konflikta oziroma državljanske vojne, ki se je v Moldaviji razplamtela v času razpada Sovjetske zveze in oblikovanja Pridnestrske moldavske republike. V spopadih, ki so se odvijali v mestu, je poleti 1992 umrlo 489 ljudi, uničenih ali poškodovanih je bilo več kot tisoč stanovanjskih, javnih in gospodarskih objektov. Večina posledic oboroženega konflikta je danes odpravljenih, toda sledi so še vidne, prav tako pa ostaja spomin nanje. 

## Demografija
Po podatkih državne statističnega urada je 1. januarja 2014 mesto imelo 91.882 prebivalcev. Z vidika narodnostne sestave je značilen večji delež Rusov in Ukrajincev, kar je tipično za večja mesta v Pridnestrju. Takšna narodnostna situacija se je izoblikovala v drugi polovici 20. stoletja. Med popisom v Pridnestrju leta 2004 se je za pripadnike ruske narodnosti izreklo 43,23% vseh prebivalcev mesta, za moldavsko narodnost 25,06%, za ukrajinsko pa 17,88%. Več kot tisoč je bilo le še Bolgarov in Gagauzov, nekaj sto pa Belorusov, Judov in Nemcev.

## Lega in podnebje
Bender leži v vzhodnem delu Moldavije oz. na jugozahodu Pridnestrja, na desnem bregu reke Dnester. Vzhodno in severno predmestje se nahajata 120-160 metrov nad gladino morja. Prevladuje zmerno kontinentalna klima s hladnimi, toda ne ledenimi zimami, ter toplimi poletji. Za zime so značilne redne otoplitve, sneg zapade redko. Za obisk mesta so najprimernejši poletni meseci oziroma pozna pomlad in zgodnja jesen. Najtoplejši mesec je julij s povprečno temperaturo +21,6 ºC, najhladnejši pa januar s -2,4 ºC. Količina padavin na letni ravni znaša 503 mm.

## Kultura
Posebej velja omeniti mestni zgodovinski muzej, ki je bil ustanovljen leta 1914 in je med najstarejšimi v regiji. V njem je 60.000 eksponatov, od tega 48.000 enot osnovnega fonda. Kolekcija se nenehno dopolnjuje, zadnja leta so se dodajali eksponati, povezani s Pridnestrskim konfliktom. Glavna znamenitost mesta je Benderska trdnjava Arhivirano 2015-04-02 na Wayback Machine., spomenik arhitekturi 16. stoletja, izstopa pa še pravoslavna Katedrala Jezusove spremenitve na gori, zgrajena v začetku 19. stoletja v čast osvoboditve Benderja izpod turške nadoblasti. Spregledati ne moremo niti Vojaško-zgodovinskega spominskega kompleksa Arhivirano 2015-04-02 na Wayback Machine., odprtega leta 2008, ter parka Gorkega.

## Promet
Od leta 1993 obstaja trolejbusna povezava s Tiraspolom, poleg tega pa še pet mestnih trolejbusnih linij. Najpopularnejša oblika prevoza so minibusi, t. i. maršrutke, ki vozijo po 25 linijah v mestu in okolici. Bender ima tri železniške postaje in služi kot tranzitna točka med Moldavijo in Ukrajino. Na postaji Bender-2 se ustavljata tudi hitri vlak »Moskva-Kišinjev« ter potniški vlak »Odesa-Kišinjev«.

## Galerija
- Center mesta
- Zgodovinsko vojaško pokopališče
- Železniška postaja Bender
- Trdnjava Bender
- Konj in kočija v trdnjavi Bender
- Spomenik iz sovjetske dobe s cvetlično posteljo, Bender
- Fontana v središču mesta
- Pridnestrski grb na podstavku

## Pobratena mesta
Bender je pobraten z:
- Beira, Mozambik
- Cavriago, Italija
- Dubăsari, Moldavija
- Montesilvano, Italija
- Očamčire, Gruzija